# Воздушно-транспортная жандармерия Франции
Воздушно-транспортная жандармерия Франции (фр. Gendarmerie des Transports Aériens) — формирование Национальной жандармерии Франции, задача которого — обеспечение безопасности аэропортов, а также проведение судебных расследований, в связи с происшествиями в гражданской авиации.

## История
Жандармерия Французской республики, занимая в государственной структуре государства (республики) двойственное положение, совмещает функции вооружённой силы с полицейской организацией. Жандармерия республики занята безопасностью государства (республики), охраной его первых лиц, и других должностных лиц, находящихся под защитой по законам, и используемого этими лицами транспорта и их временных либо постоянных резиденций, безопасностью отдельных объектов государства, и непосредственной помощью вооружённым силам, в выполнении их задач. А также её привлекают для конвоирования находящихся под арестом или под уголовным наказанием, для обеспечения безопасности в залах судебных заседаний. 

## Состав
Она состоит из органов управления, главное антитеррористического формирования, сил береговой охраны, военно-морской полиции, службы расследования лётных происшествий, в военно-воздушных силах, и гражданском воздушном флоте (эти две службы разделены организационно), формирований охраны на военных заводах и складах военного ведомства, охраны гражданских аэропортов, собственной авиационной группы, ряд учебных, хозяйственных и других вспомогательных структур. 

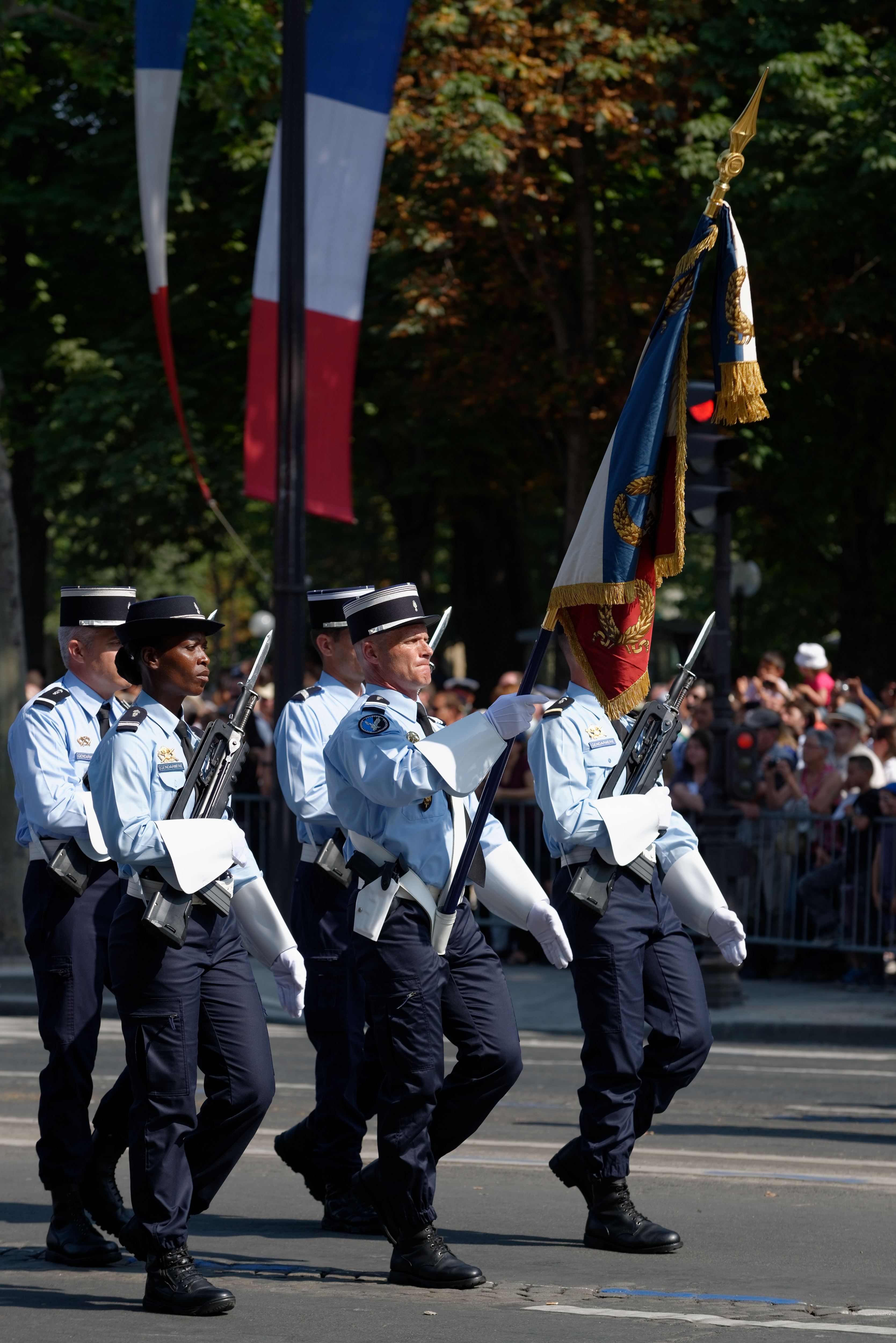
Офицеры воздушно-транспортной жандармерии во время парада, в День взятия Бастилии, 2013 год.

Численность воздушно-транспортной жандармерии около 1 100 человек, а её штаб-квартира располагается в Париже.
Воздушно-транспортную жандармерию не стоит путать с Воздушной жандармерией, которая обеспечивает охрану военно-воздушных сил Франции.